# Stolliana
Stolliana is een geslacht van rechtvleugeligen uit de familie Pamphagidae. De wetenschappelijke naam van dit geslacht is voor het eerst geldig gepubliceerd in 1916 door Bolívar.

## Soorten
Het geslacht Stolliana omvat de volgende soorten:
- Stolliana angusticornis Dirsh, 1958
- Stolliana giliomeei Johnsen, 1990
- Stolliana minor Dirsh, 1958
- Stolliana sabulosa Stål, 1875